# Camille Saviola
Camille Saviola (New York, 16 luglio 1950 – Los Angeles, 28 ottobre 2021) è stata un'attrice statunitense, attiva in campo teatrale, televisivo e cinematografico.

## Biografia
Camille Saviola nacque in una famiglia italoamericana nel Bronx, figlia di Mary d'Esopo e Michael Saviola. Studiò all'High School of Music and Art e cominciò a cantare come professionista nei primi anni settanta.
Dagli anni ottanta alla fine degli anni 2010, Saviola recitò in numerosi film, serie televisive, opere teatrali e musical. Fece il suo debutto a Broadway nel 1982 nella produzione originale del musical Nine per la regia di Tommy Tune e tornò a recitarvi vent'anni dopo in un acclamato revival di Chicago. Molto attiva anche in campo regionale, Saviola recitò nella prima del musical Ragtime a Toronto nel 1996, oltre a recitare in ruoli da protagonista in numerosi teatri statunitensi.
Nel corso della sua carriera cinematografica fu diretta da Woody Allen in tre film tra la metà degli anni ottanta e i primi anni novanta: Broadway Danny Rose, La rosa purpurea del Cairo e Ombre e nebbia. Sul piccolo schermo è nota soprattutto per aver interpretato Kai Opaka in Star Trek: Deep Space Nine.
È morta nel 2021 all'età di settantuno anni.

## Filmografia

### Cinema
- Broadway Danny Rose, regia di Woody Allen (1984)
- La rosa purpurea del Cairo (The Purple Rose of Cairo), regia di Woody Allen (1985)
- Quelli dell'accademia militare (Weekend Warriors), regia di Bert Convy (1986)
- Con la morte non si scherza (Penn & Teller Get Killed), regia di Arthur Penn (1989)
- Ultima fermata Brooklyn (Last Exit to Brooklyn), regia di Uli Edel (1989)
- Il matrimonio di Betsy (Betsy's Wedding), regia di Alan Alda (1990)
- Sognando Manhattan (Queens Logic), regia di Steve Rash (1991)
- Caro Babbo Natale (All I Want for Christmas), regia di Robert Lieberman (1991)
- Ombre e nebbia (Shadows and Fog), regia di Woody Allen (1991)
- L'allenatrice (Sunset Park), regia di Steve Gomer (1996)
- Estate a Staten Island (Staten Island Summer), regia di Rhys Thomas (2015)

### Televisione
- Mai dire sì (Remington Steele) – serie TV, 1 episodio (1985)
- CBS Summer Playhouse – serie TV, 1 episodio (1987)
- L.A. Law - Avvocati a Los Angeles (L.A. Law) – serie TV, 1 episodio (1992)
- The Heights – serie TV, 6 episodi (1992)
- Civil Wars – serie TV, 3 episodi (1992-1993)
- La famiglia Addams 2 (Addams Family Values), regia di Barry Sonnenfeld (1993)
- Star Trek: Deep Space Nine – serie TV, 4 episodi (1993-1996)
- Friends – serie TV, 1 episodio (1994)
- Hope & Gloria – serie TV, 2 episodi (1995)
- NYPD - New York Police Department (NYPD) – serie TV, 1 episodio (1995)
- Living Single – serie TV, 1 episodio (1997)
- Becker - serie TV, episodio 1x10 (1999)
- JAG - Avvocati in divisa (JAG) – serie TV, 1 episodio (2000)
- Giudice Amy (Judging Amy) – serie TV, 3 episodi (2002-2005)
- E.R. - Medici in prima linea (ER) – serie TV, 1 episodio (2004)
- Entourage – serie TV, 3 episodi (2006-2009)
- Standoff – serie TV, 1 episodio (2007)
- Saving Grace – serie TV, 1 episodio (2008)
- Senza traccia (Without a Trace) – serie TV, 1 episodio (2008)
- Nip/Tuck – serie TV, 1 episodio (2009)
- Younger – serie TV, 4 episodi (2018-2019)

## Doppiatrici italiane
Nelle versioni in italiano delle opere in cui ha recitato, Camille Saviola è stata doppiata da:
- Mirella Pace in Corte Suprema
- Laura Rizzoli in Star Trek: Deep Space Nine (ep. 1x01 edizione VHS)
- Paola Piccinato in Star Trek - Deep Space Nine (st. 1, ep.2x24)
- Noemi Gifuni in Star Trek - Deep Space Nine (ep. 4x17)
- Rosalba Bongiovanni in Nip/Tuck